# 加茂地域コミュニティバス

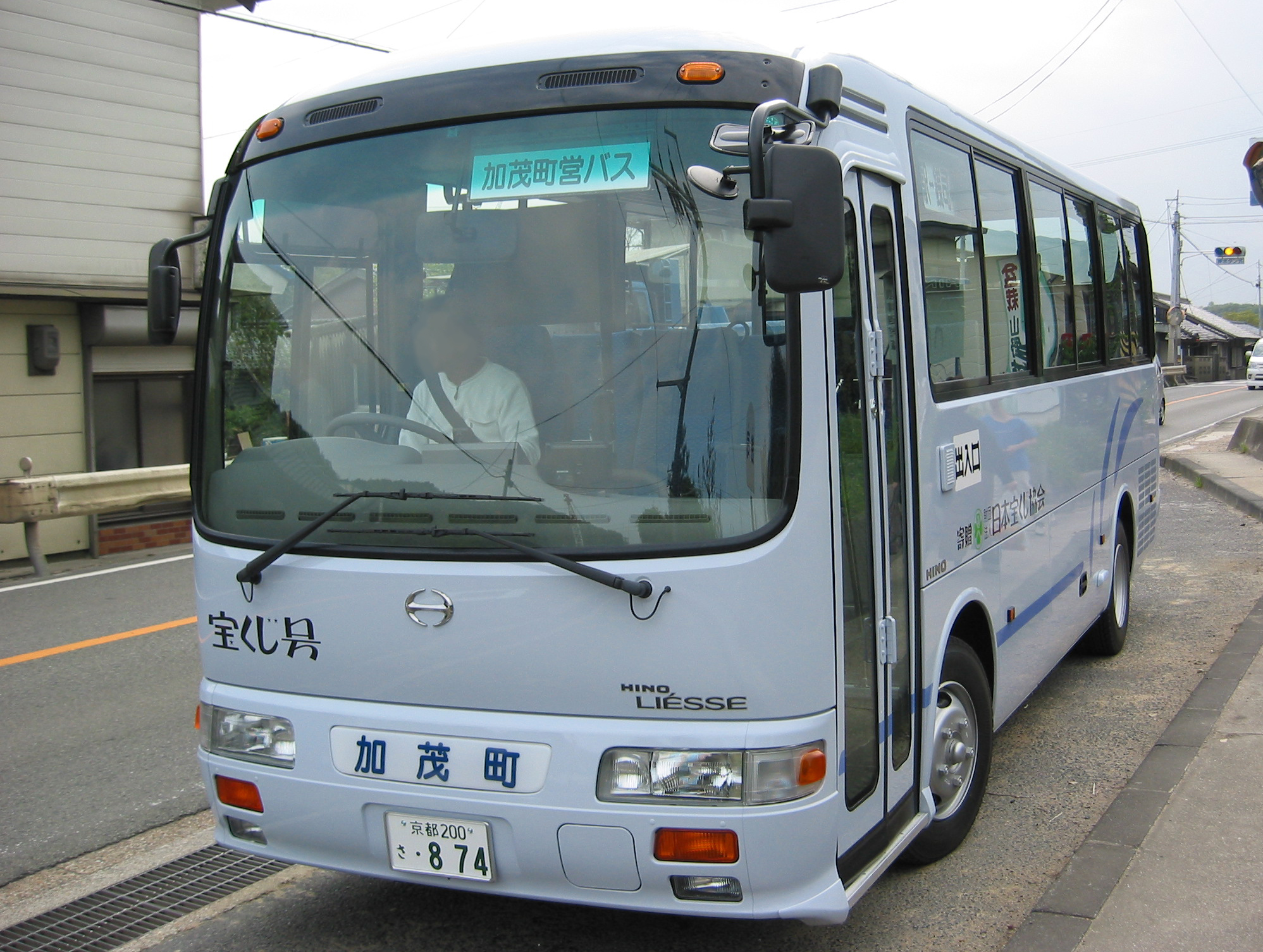
加茂町営バス当時の車両
（2005年）

加茂地域コミュニティバス（かもちいきコミュニティバス）は、京都府木津川市加茂地域にて運行されているコミュニティバスである。

## 概要
木津川市の加茂地域では、合併前の旧加茂町から引き継いだ加茂コミュニティバス（かもコミュニティバス）を運行していたが、便数の少なさ（週3日のみ）や遠回りのルートのため所要時間がかかる所があるなどの課題を抱えていた。そこで、コミュニティバスとは別に加茂地域で運行していた当尾線も併せて、運行日や便数の増加、系統分割による遠回りの解消などの再編を行って 新たに「加茂地域コミュニティバス」として実証運行を開始した。
運賃は当尾線が100円単位の区間制（小学生以下は半額）で、他は1回利用200円均一（小学生以下は100円）。1歳未満の乳児及び、保護者同伴の6歳未満の幼児1人までは無料。11枚綴りで10回分の料金の回数券もある。当尾線以外は土曜・日曜・祝日及び年末年始（12月29日 - 翌年1月3日）は運休。
運行形態は、当尾線が奈良交通に運行委託、奥畑線、加茂通学線は、自家用自動車（白ナンバー車）による有償運送である。自家用自動車（白ナンバー車）による有償運送の路線は、運行業務をウイングに委託している。山田線、南加茂台線、大畑線、観音寺線、銭司線、西線は、定時制の予約型の乗合タクシーであり、発車1時間前までに加茂タクシーに電話予約をしなければならない（※発車30分前でも予約可能な場合もある）。

## 沿革
- 2004年（平成16年）4月6日 - 【加茂町】3月末での奈良交通加茂 - 銭司間の休止に伴い、小学生の通学手段確保のため加茂町営バス（かもちょうえいバス）運行開始[3]。
  - 運行区間は加茂銭司線（加茂駅 - 井平尾 - 銭司）の1路線。土曜・日曜・祝日及び加茂小学校の休校日は運休。
  - 運賃は10円単位の区間制で、小学生以下は半額（10円未満の端数切り上げ）、1歳未満の小児、及び保護者1人に対し同伴の6歳未満の小児1人までは無料。
  - 運行形態は自家用自動車（白ナンバー車）による有償運送（いわゆる80条バス）であった。
- 2006年（平成18年）11月1日 - 【加茂町】コミュニティバスの試験運行開始（2ヶ月間、12月28日まで）。5路線で月曜・水曜・金曜のみ運行、無料[4]。
- 2007年（平成19年）
  - 2月19日 - 【加茂町】コミュニティバスの本格運行を開始する[5]。
  - 3月12日 - 加茂町の木津川市への合併に伴い加茂コミュニティバスとして引き継がれる。
  - 7月1日 - 運行委託事業者をウイングに変更[5]。
- 2008年（平成20年）11月1日 - コミュニティバスを再編、社会実験運行開始（2009年3月31日まで）[6]。
- 2009年（平成21年）4月1日 - 加茂地域コミュニティバス実証運行開始[7]。

## 路線
当尾線
毎日運行（加茂山の家行9便、加茂駅東口行8便）
- 加茂駅東口 - 加茂草畑 - 南加茂台一丁目 - 尻枝口 - 下手口 - 辻 - 勝風口 - 大畑口 - 西畑口 - 岩船寺 - 西畑口 - 西畑 - 東小 - 浄瑠璃寺前 - 西小 - 加茂山の家

奥畑線
平日運行（往復4便）
- 加茂支所 - 加茂駅西口 - 中森 - 恭仁大橋北詰 - 岡崎南口 - 河原 - 恭仁宮跡 - 恭仁宮跡北 - 登大路 - 瓶原親水公園 - 海住山寺口 - 仏生寺 - 口畑口 - 口畑西 - 口畑 - 奥畑西 - 奥畑

銭司線
平日運行：定時制予約型乗合タクシー（往復4便）
- 加茂支所 - 加茂駅西口 - 中森 - 恭仁大橋北詰 - 岡崎南口 - 河原 - 恭仁宮跡 - くにのみや学習館 - 平岡 - 井平尾 - 銭司（）

西線
平日運行：定時制予約型乗合タクシー（往復4便）
- 加茂支所 - 加茂駅西口 - 中森 - 恭仁大橋北詰 - 岡崎南口 - 河原 - 恭仁宮跡 - 恭仁宮跡西 －東区公民館 - 東 - 西

山田線
平日運行：定時制予約型乗合タクシー（往復4便）
- 加茂支所 - 加茂草畑 - 加茂駅東口 - 兎並 - 山之上 - 北 - 小谷下 - 加茂人権センター - 小谷上 - 山田口 - 山田

大畑線
平日運行：定時制予約型乗合タクシー（往復4便）
- 加茂支所 - 加茂草畑 - 加茂駅東口 - 加茂草畑 - 南加茂台一丁目 - 下手口 - 尻枝 - 下手口 - 北下手 - 南下手 - 森 - 高去 - 勝風 - 大畑

※加茂草畑、加茂駅東口での乗降予約がない場合、南加茂台一丁目 - 加茂支所は直通運行となる。
南加茂台線
平日運行：定時制予約型乗合タクシー（往復4便）
- 加茂支所 - 加茂草畑 - 加茂駅東口 - 加茂草畑 - 南加茂台一丁目 - 南加茂台保育園 - 南加茂台小学校口 - 大谷公園 - 東山公園

※加茂草畑、加茂駅東口での乗降予約がない場合、南加茂台一丁目 - 加茂支所は直通運行となる。
観音寺線
平日運行：定時制予約型乗合タクシー（往復4便）
- 加茂支所 - 加茂草畑 - 加茂駅東口 - 加茂草畑 - 常念寺 - 二本松 - 観音寺

※加茂草畑、加茂駅東口での乗降予約がない場合は、常念寺 - 加茂支所は直通運行となる。
加茂通学線
平日運行（小学校の開校日のみ）
- 奥畑 - 奥畑西 - 口畑 - 口畑西 - 口畑口 - 仏生寺 - 海住山寺口 - くにのみや学習館 - 恭仁宮跡 - くにのみや学習館 - 平岡 - 井平尾 - 銭司（） - 井平尾 - 平岡 - 岡崎 - 恭仁大橋 - 中森 - 加茂駅西口 - 加茂支所

平日運行（小学校の開校日のみ） 加茂支所行1便
- 恭仁宮跡 - くにのみや学習館 - 海住山寺口 - 仏生寺 - 口畑口 - 口畑西 - 口畑 - 奥畑西 - 奥畑

月曜、水曜、金曜運行（小学校開校日のみ） 銭司行1便（※水曜は2便）、奥畑行1便（※月曜、金曜と、水曜では所要時間が多少異なる）。
- 加茂支所 - 加茂駅西口 - 中森 - 恭仁大橋 - 岡崎 - 平岡 - 井平尾 - 銭司（）